# Wiktor Barannikow
Wiktor Barannikow ros.: Виктор Павлович Баранников (ur. 20 października 1940, zm. 21 lipca 1995) – generał armii, minister spraw wewnętrznych ZSRR.
Od 1961 roku służył w organach milicji. Członek KPZR od 1967. Absolwent Moskiewskiej Wyższej Szkoły Milicji (1969). Od 1988 I zastępca Ministra Spraw Wewnętrznych Azerbejdżańskiej SRR. W 1990 I zastępca ministra, a w latach 1990-91 minister spraw wewnętrznych Rosyjskiej FSRR. W 1991 minister spraw wewnętrznych ZSRR. W 1992 mianowany generałem armii. W latach 1992-93 był ministrem bezpieczeństwa Federacji Rosyjskiej. W 1993 roku został zwolniony i oskarżony o korupcję .